# The Four Musicians of Bremen
The Four Musicians of Bremen é um curta-metragem animado lançado em agosto de 1922, produzido pelo estúdio Laugh-O-Gram, fundado por Walt Disney em Kansas City, antes de sua falência em julho de 1923. É baseado na fábula Os Músicos de Bremen dos Irmãos Grimm.